# Aly Keita
Aly Keita (ur. 8 grudnia 1986 w Västerås) – piłkarz gwinejsko-szwedzki grający na pozycji bramkarza. Od 2014 jest piłkarzem klubu Östersunds FK.

## Kariera klubowa
Swoją karierę piłkarską Keita rozpoczął w klubie IK Oden, w którym zadebiutował w 2002 roku w szóstej lidze szwedzkiej. W 2004 roku awansował z nim do piątej ligi. W 2006 roku przeszedł do czwartoligowego Skiljebo SK, a w 2007 roku do czwartoligowej Syrianski IF. W 2008 roku awansował z nią do trzeciej ligi. W Syriansce grał do końca sezonu 2011.
Latem 2012 Keita przeszedł do Västerås SK. Swój debiut w tym klubie zaliczył 16 kwietnia 2012 w zremisowanym 1:1 domowym meczu z Vasalunds IF. W Västerås grał przez półtora roku i w połowie 2013 wrócił do Syrianski IF.
Na początku 2014 Keita został piłkarzem grającego w Superettan, Östersunds FK. Swój debiut w nim zanotował 25 czerwca 2014 w przegranym 1:2 domowym meczu z Ängelholms FF. W sezonie 2015 awansował z Östersunds do Allsvenskan. W sezonie 2017 zdobył z nim Puchar Szwecji (wystąpił w zwycięskim 4:1 finale z IFK Norrköping).
| Sezon | Klub          | Kraj    | Rozgrywki   | Mecze | Gole |
| ----- | ------------- | ------- | ----------- | ----- | ---- |
| 2002  | IK Oden       | Szwecja | Division 5  | ?     | ?    |
| 2003  | IK Oden       | Szwecja | Division 5  | ?     | ?    |
| 2004  | IK Oden       | Szwecja | Division 5  | ?     | ?    |
| 2005  | IK Oden       | Szwecja | Division 4  | ?     | ?    |
| 2006  | Skiljebo SK   | Szwecja | Division 2  | ?     | ?    |
| 2007  | Syrianska IF  | Szwecja | Division 2  | ?     | ?    |
| 2008  | Syrianska IF  | Szwecja | Division 2  | 20    | 0    |
| 2009  | Syrianska IF  | Szwecja | Division 1  | 26    | 0    |
| 2010  | Syrianska IF  | Szwecja | Division 1  | 8     | 0    |
| 2011  | Syrianska IF  | Szwecja | Division 1  | 23    | 0    |
| 2012  | Västerås SK   | Szwecja | Division 1  | 21    | 0    |
| 2013  | Västerås SK   | Szwecja | Division 1  | 9     | 0    |
| 2013  | Syrianska IF  | Szwecja | Division 2  | 9     | 1    |
| 2014  | Östersunds FK | Szwecja | Superettan  | 14    | 0    |
| 2015  | Östersunds FK | Szwecja | Superettan  | 23    | 0    |
| 2016  | Östersunds FK | Szwecja | Allsvenskan | 12    | 0    |
| 2017  | Östersunds FK | Szwecja | Allsvenskan | 21    | 0    |
| 2018  | Östersunds FK | Szwecja | Allsvenskan | 22    | 0    |
| 2019  | Östersunds FK | Szwecja | Allsvenskan | 23    | 0    |
| 2020  | Östersunds FK | Szwecja | Allsvenskan | 29    | 0    |
| 2021  | Östersunds FK | Szwecja | Allsvenskan | 25    | 0    |

## Kariera reprezentacyjna
W reprezentacji Gwinei Keita zadebiutował 12 października 2018 w wygranym 2:0 meczu kwalifikacji do Pucharu Narodów Afryki 2019 z Rwandą, rozegranym w Konakry. W 2022 został powołany do kadry na Puchar Narodów Afryki 2021. Rozegrał na nim cztery mecze: grupowe z Malawi (1:0), z Senegalem (0:0) i z Zimbabwe (1:2) oraz w 1/8 finału z Gambią (0:1).